# Oude Sint-Victorkerk (Batenburg)
De Oude Sint-Victorkerk is een Nederlands hervormde kerk in de Gelderse stad Batenburg. De kerk is in 1443 verheven tot kapittelkerk. Gedurende de Tachtigjarige Oorlog is een groot deel van de kerk verloren gegaan, alleen de toren en het schip zijn in de 17e eeuw gerestaureerd.
De kerk is op 24 maart 1971 als rijksmonument ingeschreven in het monumentenregister. In 1978 werd het gebouw overgenomen door de Stichting Oude Gelderse Kerken, deze stichting liet in 1984 bijna de gehele kerk restaureren, alleen het orgel werd niet gedaan.

## Geschiedenis
De allereerste kerk in Batenburg was mogelijk gewijd aan Sint Willibrord, hij zou een van de heren van Batenburg zelf hebben bekeerd tot het christendom. Gedurende de middeleeuwen groeide de band tussen de kerk van Batenburg en de Dom van Xanten waardoor de beschermheilige van Xanten ook die van Batenburg werd. Hierdoor werd de kerk niet langer aan Sint Willibrord gewijd, maar aan Sint Victor.
In 1444 wordt de kerk op verzoek van Dirk II van Bronckhorst door de aartsbisschop van Keulen verheven tot kapittelkerk. Bij de verheffing tot kapittelkerk hoorden een deken en zes kanunniken. Als kapittel had de kerk ook het patronaatsrecht over de kerken in de nabij gelegen dorpen Horssen en Maasbommel. Later, in 1507, kwamen er een aantal privileges bij. Deze nieuwe privileges werden door Karel van Gelre aan de kapittelkerk verleend.
Gedurende de Tachtigjarige Oorlog was de kerk meermaals doel van verwoestingen: in 1566 werd de kerk onder aanvoering van Herman van Bronckhorst geplunderd (ondanks tegenstand van stadhouder Karel van Brimeu) en in 1600 bombardeerde prins Maurits de kerk. Nog tijdens de Tachtigjarige Oorlog werd de kerk herbouwd, de herbouw van het schip werd in 1612 afgerond, van de consistoriekamer in 1619. In 1619 werd ook de grafelijke grafkapel ingericht.
Tot de 19e eeuw bleef de kerk zoals zij was, in de 19e eeuw werd de toren van de rest van de kerk afgescheiden. Ook het westelijke deel van de kerk onderging dit lot. Het noordelijke deel van van de kerk werd omgebouwd tot schoollokaal, daartoe werd er een schoorsteen en een schuifraam in de ruimte aangebracht. In de noordelijke muur werd een portaal aangebracht waardoor het schoollokaal apart toegankelijk werd. 
Gedurende de Tweede Wereldoorlog werd de kerk gebruikt als onderduikadres voor orthodoxe joden. Tijdens kerkdiensten zaten zij op zolder, 's nachts sliepen zij in het schooltje en overdag verbleven zij in de consistoriekamer.

## Exterieur
Aan de noordzijde bevindt zich een uitbreiding waarin de ingang is gevestigd. In dezelfde muur, waaraan de ingangspartij zich bevindt, zijn een aantal spitsboogvensters in de 13e eeuw dichtgemetseld. Aan de oostelijke zijde van de kerk is een gotisch koor en een sacristie.

## Interieur
Van de originele kerk is alleen het huidige gebouw en een hardstenen romaanse doopvont uit de eerste helft van de 13e eeuw overgebleven. Later toegevoegde objecten zijn onder andere een preekstoel uit 1665 met een doophek uit dezelfde periode. Het koofplafond in de middenbeuk is niet origineel, evenals de zuilen, deze zijn in 1836 geplaatst. In de kerk bevindt zich tevens een herenbank die overhuifd is. Deze en de andere banken stammen uit de eerste helft van de 17e eeuw. Er zijn meerdere grafzerken aanwezig, een daarvan is de zerk van Gijsbert van Bronckhorts Batenburg, deze stamt uit 1429. Het De Crane-orgel uit 1770 is gedecoreerd met beeldhouwwerken van de hand van Petrus Verhoeven.
Andere onderdelen van het interieur zijn:
- een voorzangerslezenaar uit 1669
- twee koperen kroonluchters uit de 17e eeuw
- een kristallen kroonluchter uit de 19e eeuw
- gebrandschilderd glas uit de 17e eeuw
- elf rouwborden uit de 17e en 18e eeuw

- twee eenvoudigere rouwborden van predikanten, 19e eeuw
- grafzerken uit de 15e, 16e en 17e eeuw, waaronder die van Gijsbert van Bronckhorst uit 1429.
- een orgelkast in Lodewijk XV-stijl, met putti
- een eenklaviers orgel uit 1770 van M. de Crane.

## Kerktoren
De kerktoren is aan drie zijden ingebouwd door de kerk. De spits wordt gevormd door een piramidevormig tentdak. Aan drie zijdes van de spits is een houten uitbouw geplaatst met in elk een wijzerplaat, de wijzerplaten dateren uit 1910, de aandrijving is in 1963 vervangen door een elektrische aandrijving. 
In de toren is een klokkenstoel met klok van H. Meurs geplaatst. De klok heeft een diameter van 75 cm. Een andere klok uit de 18e eeuw is tijdens de Tweede Wereldoorlog geconfisqueerd en versmolten. De originele klokkenstoel is gebruikt om om te vormen tot avondmaalstafel. De kerktoren is een apart rijksmonument en is ingeschreven onder nummer 8714.